# Burgsvik Alva SK
Burgsvik Alva SK är en svensk schackklubb. Klubben är belägen på södra delarna av Gotland; även kallat Sudret. Burgsvik Alva SK är den största schackklubben på Gotland och förstalaget spelar säsongen 2016/2017 i Superettan.
Klubben utgör en sammanslagning av de tidigare klubbarna Alva SK och Burgsvik SK, båda belägna på södra Gotland. 2010 skedde sammanslagningen till en klubb officiellt, även om ett samarbete i bland annat Allsvenskan funnits sedan början av 1990-talet. Burgsvik Alva SK är anslutet till Gotlands Schackförbund.
Varje år anordnar klubben bland annat KM, Sudermästerskapet, Landsbygdsmästerskapet och Tenntornet Cup. Klubbkvällar är tisdagar i Burgsviks bibliotek från kl. 19.00.
Inför säsongen 2009/2010 chockade klubben hela Schacksverige i och med sin värvning av Sverigemästaren Emanuel Berg. Klubben spelade då i Division 1 Östra, vilken man utan större svårigheter lyckades vinna. Efter säsongen 2010/2011 gick Emanuel Berg tillbaka till Team Viking, en av de tre "stora" inom svenskt lagschack. De danska bröderna IM Jens-Ove Fries Nielsen och Niels-Jörgen Fries Nielsen spelar även för klubben i lagsammanhang.